# 大衛·莫沃特

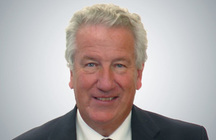

大衛·莫沃特（1957年2月20日—）是一位英格蘭政治人物，他的黨籍是保守黨。自2010年開始，他擔任南沃靈頓選區選出的英國下議院議員。在從政之前他曾是一位會計師。